# Estació Manuel-l'Énova
L'estació Manuel-L'Enova és una antiga estació ferroviària situada al municipi espanyol de Manuel a prop de l'Énova a la comarca de la Ribera Alta, Comunitat Valenciana. Es troba entre el carrerr Joan Moreno i la carretera CV-575, al sud del nucli urbà.
Va ser tancada el 10 de juliol de 2009 després de l'obertura de la variant ferroviària de Manuel i L'Enova.

## Història
L'estació va ser inaugurada l'1 de juliol de 1854 amb l'obertura del tram Manuel-Carcaixent de la línia que pretenia unir València amb Xàtiva. Les obres van anar a càrrec de la Companyia del Ferrocarril de Xàtiva al Grau de València. Posteriorment aquesta companyia va passar a anomenar-se primer Companyia del Ferrocarril del Grau de València a Almansa i després Societat dels Ferrocarrils d'Almansa a Xàtiva i al Grau de València fins que finalment, en 1862 va adoptar el que ja seria el seu nom definitiu i, per tant, el més conegut: el de la Societat dels Ferrocarrils d'Almansa a València i Tarragona o AVT després d'aconseguir la concessió de la línia que anava de València a Tarragona. El 1941, després de la nacionalització del ferrocarril a Espanya, l'estació va passar a ser gestionada per la recent creada RENFE. Aquesta gestió va durar fins al 31 de desembre del 2004 quan RENFE va ser dividida en Renfe Operadora i Adif, sent aquesta última la nova propietària del recinte.
El 10 de juliol del 2009 va ser tancada després de l'obertura de la variant ferroviària de Manuel i L'Enova. Tots els seus serveis ferroviaris van ser derivats cap a la nova estació de L'Enova-Manuel situada al sud de l'Énova per on discorre el traçat ferroviari.